# Malik Rahim
Malik Rahim né Donald Guyton, à Algiers (en) (quartier de La Nouvelle-Orléans), en 1948, est un  ex-militant du Black Panther Party (BPP) aujourd'hui engagé dans des activités sociales et politiques.

## Les années 1970
Vétéran du Viêt Nam, il participa à l'organisation de la section de La Nouvelle-Orléans des Black Panthers, et en particulier à l'établissement d'une clinique sociale. À la suite de l'expulsion de celle-ci par la police, durant laquelle une fusillade eut lieu, il fut accusé de tentative d'homicide ; l'accusation ne fut cependant pas retenue. Après la dissolution du BPP, il suivit un semestre d'étude en Californie avant d'être condamné à 5 ans de prison, à Los Angeles pour vol à main armée.

## Des années 1980 à aujourd'hui
À sa libération au début des années 1980, il s'engagea dans la lutte pour les droits des prisonniers et pour le logement des ex-détenus, d'abord à San Francisco. Revenant en Louisiane dans les années 1990, il fut un membre fondateur de Pilgrimage for Life, une association contre la peine de mort, aux côtés de sœur Helen Prejean. En 1998, il fit partie du comité fondateur de la National Coalition to Free the Angola 3 (en), un groupe de détenus Black Panthers placés à l'isolement durant plusieurs décennies.
Après l'ouragan Katrina de 2005, durant lequel il ignora les ordres d'évacuation, il créa la clinique de santé Common Ground (en) avec deux militants du Texas, Scott Crow (en) et Brandon Darby (en), qui prolonge les efforts des Black Panthers sur ce terrain. Brandon Darby devint ensuite un informateur du FBI, infiltrant un groupe de huit manifestants contre une convention du Parti républicain ; il témoigna à charge au procès, durant lequel deux d'entre eux furent condamnés à de la prison ferme. Certains l'accusèrent d'avoir joué le rôle de l'agent provocateur. La clinique Common Ground ne fut pas affectée par ces événements qui ne la concernaient pas.
De son côté, Rahim s'engagea sur le terrain électoral en 2002 en tant que candidat des Verts au conseil municipal de La Nouvelle-Orléans, obtenant 2 % des suffrages exprimés (3 654 voix).
Il s'est présenté aux législatives de 2008 sur la liste du Parti vert, arrivant troisième sur quatre (2,8 % des suffrages), battu par le républicain Joseph Cao. Il obtint la même année le Prix Thomas Merton, accordé l'année précédente à l'activiste anti-guerre Cindy Sheehan et celle d'avant à Angela Davis.